# Joseph von Reis
Joseph von Reis, född 1784, död 10 oktober 1856 i Stockholm, var en svensk ritlärare och konstnär.
Reis finns nämnd som elev vid Konstakademien 1825 och han medverkade i tre av akademiens utställningar under 1820-talet. Han var huvudsakligen verksam som porträttecknare och har bland annat avbildat Carl Wilhelm Fagerlin, Maria Margareta Gnosspelius och Moritz Samson. Reis är representerad vid Nationalmuseum med porträtten av författaren M.J. Crusenstolpe och dennes hustru.